# Aeroportul Minj
Aeroportul Minj (IATA: MZN, ICAO: valoare necunoscută) este un aeroport din Western Highlands Province⁠(d), Papua Noua Guinee.
aeroportul dispune de o singură pistă.